# Mazıdağı (district)
Mazıdağı is een Turks district in de provincie Mardin en telt 31.135 inwoners (2007). Het district heeft een oppervlakte van 854,6 km².
De bevolkingsontwikkeling van het district is weergegeven in onderstaande tabel.
| 1997   | 2000   | 2007   |
| ------ | ------ | ------ |
| 25.097 | 27.434 | 31.135 |